# 阿特尔
阿特尔（法語：Artres，法語發音：[aʁtʁ]）是法国上法蘭西大區北部省的一个市镇，位次及以及記憶喔于该省东部，属于瓦朗谢讷区。

## 地理
阿特尔（50°17'36"N, 3°32'25"E）面积6.55 平方千米，位于法国上法蘭西大區北部省，该省份为法国最北部的省份及最长的省份，西北濒北海，西接加来海峡省，南至埃纳省和索姆省，东与比利时接壤。
与阿特尔接壤的市镇（或旧市镇、城区）包括：法马尔斯、塞普姆里、埃卡永河畔旺德日、欧努瓦莱瓦朗谢讷、马雷什、普雷佐、凯雷南。

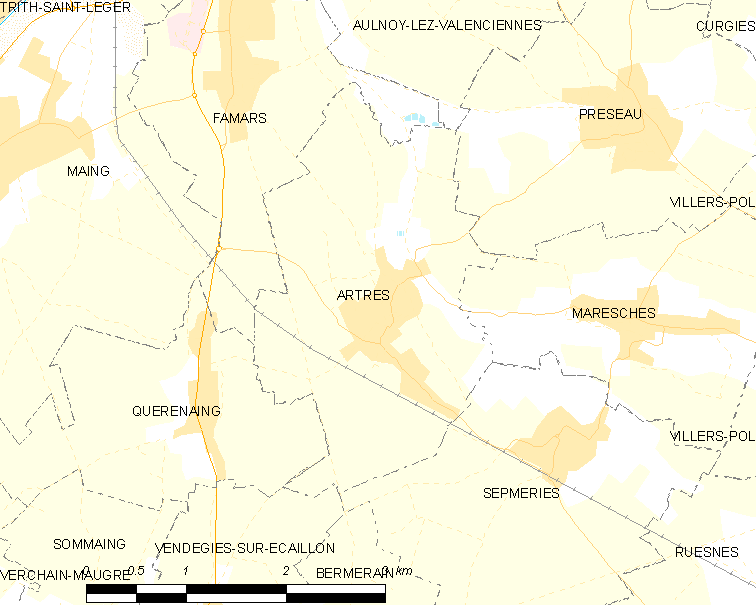
阿特尔的OSM定位图

阿特尔的时区为UTC+01:00、UTC+02:00（夏令时）。

## 行政
阿特尔的邮政编码为59269，INSEE市镇编码为59019。

## 政治
阿特尔所属的省级选区为欧努瓦莱瓦朗谢讷县。

## 人口

1962-2008年间阿特尔人口变化图示

阿特尔于2022年1月1日时的人口数量为1073人。